# Didelphis imperfecta
Didelphis imperfecta e вид опосум от семейство Didelphidae. Видът обитава райони в Бразилия, Венецуела, Гвиана, Суринам и Френска Гвиана на надморска височина от 60 до 2550 m. Храни се с плодове, червеи и насекоми. Обитават дъждовни тропически гори. Женските изграждат гнезда в хралупи по дърветата.